# 卡夫坦

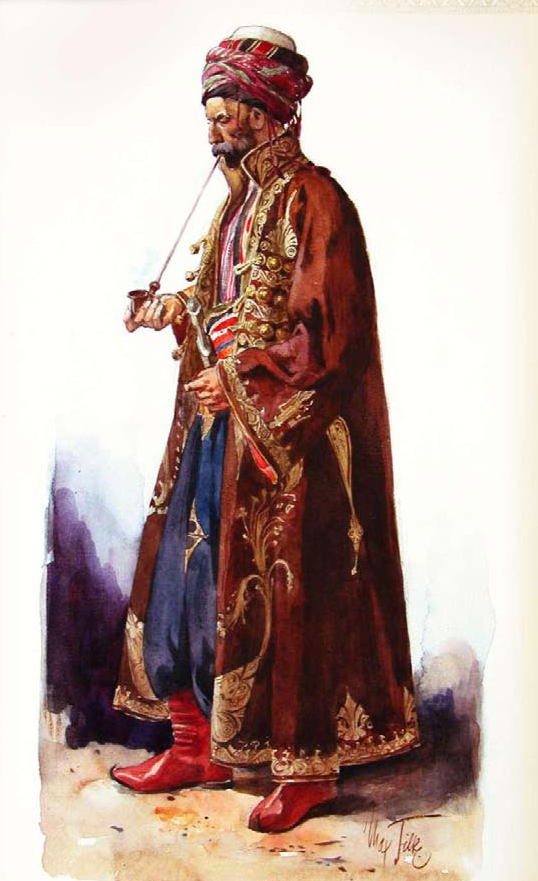
身着卡夫坦的库尔德人

卡夫坦是一种长袍大衣，不同样式的卡夫坦在世界许多不同文化的地区中存在了几千年。它主要用来当作外套来使用，衣长到脚踝处，长袖。它可用羊毛、羊绒、丝绸或棉布制成，可配上饰带。这种衣服源自古代的两河流域，当时被许多中东的民族所穿着。
通过不断传播和演化，卡夫坦变成了按照文化而来的不同风格、用途和名称的服装。在许多气候温暖的地区，卡夫坦是一种轻便的，宽松的衣服。卡夫坦在某些历史时段里，成了某些文化中皇族的标志、婚姻的标志。

## 奥斯曼卡夫坦

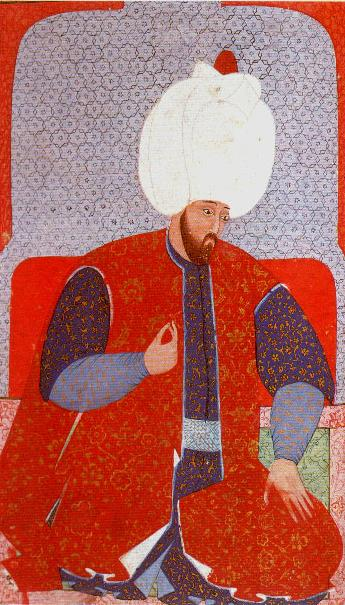
身着卡夫坦的奥斯曼帝国蘇丹苏莱曼大帝

卡夫坦被奥斯曼帝国的苏丹们所穿着。包括色彩、图案、缎带和纽扣的装饰，彰显出穿出者所代表的的阶层。14世纪到17世纪，流行大图案的纺织品。在16世纪晚期和17世纪，面料上的装饰图案变得更小且更亮。17世纪下半叶，最珍贵的面料是带有各种刺绣的垂直条纹和小型图案的所谓“塞利米耶”面料。
大多数面料(fabrics)是在土耳其的伊斯坦布尔和布尔萨完成的，但一些织物(textiles)则来自遥远的威尼斯、热那亚、波斯、印度甚至中国。
伊斯坦布尔的托普卡帕皇宫里收藏了大量的奥斯曼帝国时期的卡夫坦和纺织品。

## 其它地区的变种

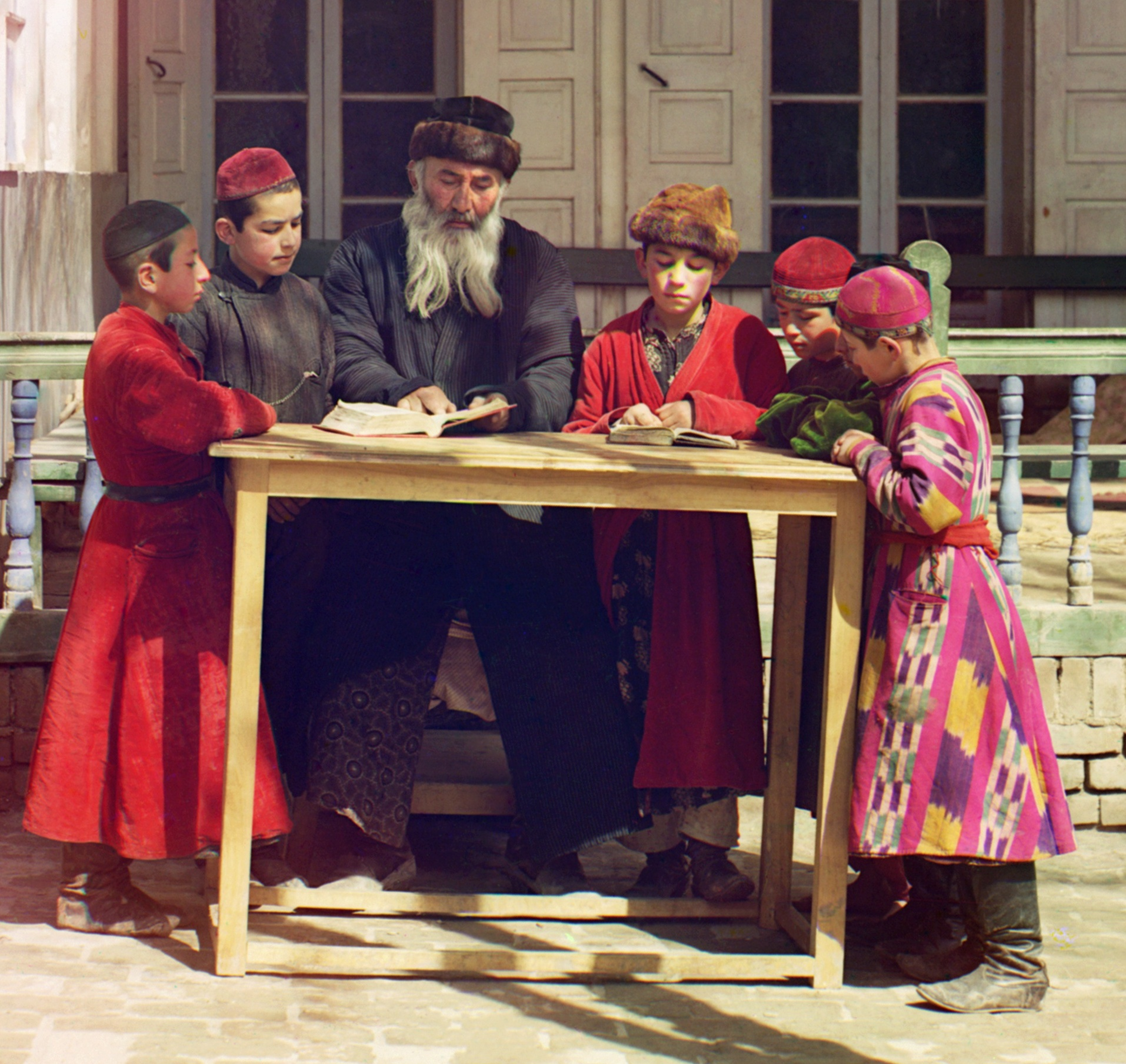
位于撒马尔罕身着卡夫坦的犹太儿童与学校老师（大约1910年）